# Макеев, Никита Максимович
Никита Максимович Макеев (род. 13 февраля 1998, Москва) — российский хоккеист, защитник.

## Биография
Отец — мастер спорта по греко-римской борьбе. Воспитанник ЦСКА. В сезоне 2014/15 дебютировал в МХЛ за команду «Красная армия». В следующем сезоне играл за сборную России U18. С сезона 2016/17 стал играть за «Красную Армию» и команду ВХЛ «Звезда» Чехов. 3 сентября 2017 года дебютировал в КХЛ в домашнем матче ЦСКА против «Сибири» (3:1). 27 апреля 2018 года заключил двусторонний контракт с ЦСКА на три года. 6 сентября 2019 года подписал двусторонний двухлетний контракт с «Северсталью». 2 мая 2020 года был обменян в ЦСКА на денежную компенсацию. Макеев провёл 28 матчей за «Звезду» в ВХЛ и 27 декабря был в «Северсталь» на денежную компенсацию. 12 апреля 2022 года контакт был продлён на два года.
Участник молодёжного чемпионата мира 2018 года.